# Xã West Lancaster, Quận Keokuk, Iowa
Xã West Lancaster (tiếng Anh: West Lancaster Township) là một xã thuộc quận Keokuk, tiểu bang Iowa, Hoa Kỳ. Năm 2010, dân số của xã này là 214 người.